# Polska na Mistrzostwach Świata w Lekkoatletyce 2015
Polska na Mistrzostwach Świata w Lekkoatletyce 2015 – reprezentacja Polski podczas Mistrzostw Świata w Pekinie liczyła 50 zawodników.

## Występy reprezentantów Polski

### Mężczyźni

#### Konkurencje biegowe
| Konkurencja                   | Zawodnik                                                                                                 | Runda 1      | Runda 1 | Półfinał   | Półfinał | Finał        | Finał   |
| Konkurencja                   | Zawodnik                                                                                                 | Rezultat     | Pozycja | Rezultat   | Pozycja  | Rezultat     | Pozycja |
| ----------------------------- | --- | ------------ | ------- | ---------- | -------- | ------------ | ------- |
| Bieg na 200 m                 | Karol Zalewski                                                                                           | 20,77        | 40.     | NQ         | NQ       | NQ           | NQ      |
| Bieg na 800 m                 | Adam Kszczot                                                                                             | 1:46,62      | 9. Q    | 1:44,97    | 3. Q     | 1:46,08      | srebro  |
| Bieg na 800 m                 | Artur Kuciapski                                                                                          | 1:49,22      | 39.     | NQ         | NQ       | NQ           | NQ      |
| Bieg na 800 m                 | Marcin Lewandowski                                                                                       | 1:46,25      | 7. q    | 1:45,34    | 7.       | NQ           | NQ      |
| Bieg na 110 m przez płotki    | Artur Noga                                                                                               | 13,49        | 20. Q   | 13,37 (SB) | 12.      | NQ           | NQ      |
| Bieg na 400 m przez płotki    | Patryk Dobek                                                                                             | 48,94        | 8. Q    | 48,40 (PB) | 4. q     | 49,14        | 7.      |
| Bieg na 3000 m z przeszkodami | Krystian Zalewski                                                                                        | 8:25,10      | 4. q    | —          | —        | 8:21,22 (SB) | 9.      |
| Sztafeta 4 × 400 m            | Łukasz Krawczuk Michał Pietrzak Rafał Omelko Jakub Krzewina Patryk Dobek Kacper Kozłowski Karol Zalewski | 3:00,72 (SB) | 11.     | —          | —        | NQ           | NQ      |
| Chód na 50 km                 | Rafał Augustyn                                                                                           | —            | —       | —          | —        | 3:57,30      | 28.     |
| Chód na 50 km                 | Adrian Błocki                                                                                            | —            | —       | —          | —        | 3:49,11 (PB) | 11.     |
| Chód na 50 km                 | Łukasz Nowak                                                                                             | —            | —       | —          | —        | DSQ          | DSQ     |

#### Konkurencje techniczne
| Konkurencja    | Zawodnik            | Eliminacje | Eliminacje | Finał        | Finał   |
| Konkurencja    | Zawodnik            | Rezultat   | Pozycja    | Rezultat     | Pozycja |
| -------------- | ------------------- | ---------- | ---------- | ------------ | ------- |
| Skok wzwyż     | Sylwester Bednarek  | 2,22 m     | 33.        | NQ           | NQ      |
| Skok o tyczce  | Piotr Lisek         | 5,70 m     | 7. Q       | 5,80 m       | brąz    |
| Skok o tyczce  | Robert Sobera       | 5,70 m     | 1. Q       | 5,50 m       | 15.     |
| Skok o tyczce  | Paweł Wojciechowski | 5,70 m     | 1. Q       | 5,80 m       | brąz    |
| Pchnięcie kulą | Konrad Bukowiecki   | NM         | NM         | NQ           | NQ      |
| Pchnięcie kulą | Tomasz Majewski     | 20,34 m    | 10. q      | 20,82 m (SB) | 6.      |
| Rzut dyskiem   | Piotr Małachowski   | 65,59 m    | 2. Q       | 67,40 m      | złoto   |
| Rzut dyskiem   | Robert Urbanek      | 64,23 m    | 5. q       | 65,18 m      | brąz    |
| Rzut młotem    | Paweł Fajdek        | 78,38 m    | 1. Q       | 80,88 m      | złoto   |
| Rzut młotem    | Wojciech Nowicki    | 76,72 m    | 4. q       | 78,55 m      | brąz    |
| Rzut oszczepem | Marcin Krukowski    | 78,91 m    | 21.        | NQ           | NQ      |

| Dziesięciobój   | Dziesięciobój       | Dziesięciobój | Dziesięciobój | Dziesięciobój |
| Zawodnik        | Konkurencja         | Wynik         | Punkty        | Pozycja       |
| --------------- | ------------------- | ------------- | ------------- | ------------- |
| Paweł Wiesiołek | Bieg na 100 m       | 11,07         | 845           | 20.           |
| Paweł Wiesiołek | Skok w dal          | 7,08          | 833           | 24.           |
| Paweł Wiesiołek | Pchnięcie kulą      | 13,50         | 698           | 24.           |
| Paweł Wiesiołek | Skok wzwyż          | 1,98          | 785           | 19.           |
| Paweł Wiesiołek | Bieg na 400 m       | 48,55 (PB)    | 883           | 14.           |
| Paweł Wiesiołek | Bieg na 110 m p.pł. | 14,82         | 871           | 18.           |
| Paweł Wiesiołek | Rzut dyskiem        | 41,55         | 696           | 16.           |
| Paweł Wiesiołek | Skok o tyczce       | 4,50          | 760           | 20.           |
| Paweł Wiesiołek | Rzut oszczepem      | 54,08         | 649           | 18.           |
| Paweł Wiesiołek | Bieg na 1500 m      | 4:39,31       | 685           | 16.           |
| Razem           | Razem               | Razem         | 7705          | 17.           |

### Kobiety

#### Konkurencje biegowe
| Konkurencja                | Zawodniczka                                                                                             | Runda 1    | Runda 1 | Półfinał     | Półfinał | Finał    | Finał   |
| Konkurencja                | Zawodniczka                                                                                             | Rezultat   | Pozycja | Rezultat     | Pozycja  | Rezultat | Pozycja |
| -------------------------- | --- | ---------- | ------- | ------------ | -------- | -------- | ------- |
| Bieg na 200 m              | Anna Kiełbasińska                                                                                       | 22,95      | 15. q   | 23,07        | 21.      | NQ       | NQ      |
| Bieg na 400 m              | Iga Baumgart                                                                                            | 52,02 (PB) | 28.     | NQ           | NQ       | NQ       | NQ      |
| Bieg na 400 m              | Małgorzata Hołub                                                                                        | 51,74 (PB) | 25.     | NQ           | NQ       | NQ       | NQ      |
| Bieg na 400 m              | Patrycja Wyciszkiewicz                                                                                  | 51,31 (PB) | 17. q   | 51,94        | 21.      | NQ       | NQ      |
| Bieg na 800 m              | Sofia Ennaoui                                                                                           | 2:01,16    | 22. Q   | 2:00,11 (PB) | 18.      | NQ       | NQ      |
| Bieg na 800 m              | Joanna Jóźwik                                                                                           | 2:01,62    | 30. Q   | 1:58,35 (PB) | 4. q     | 1:59,09  | 7.      |
| Bieg na 1500 m             | Angelika Cichocka                                                                                       | 4:11,08    | 27. Q   | 4:09,19      | 7. q     | 4:13,22  | 8.      |
| Bieg na 1500 m             | Sofia Ennaoui                                                                                           | 4:06,94    | 17. q   | 4:16,70      | 17.      | NQ       | NQ      |
| Bieg na 1500 m             | Renata Pliś                                                                                             | 4:05,89    | 13. q   | 4:15,10      | 11.      | NQ       | NQ      |
| Bieg na 100 m przez płotki | Karolina Kołeczek                                                                                       | 13,05      | 20. Q   | 12,97        | 15.      | NQ       | NQ      |
| Bieg na 400 m przez płotki | Joanna Linkiewicz                                                                                       | 56,51      | 25.     | NQ           | NQ       | NQ       | NQ      |
| Sztafeta 4 × 100 m         | Agata Forkasiewicz Anna Kiełbasińska Weronika Wedler Marta Jeschke                                      | 43,20 (SB) | 11.     | —            | —        | NQ       | NQ      |
| Sztafeta 4 × 400 m         | Małgorzata Hołub Patrycja Wyciszkiewicz Joanna Linkiewicz Justyna Święty Iga Baumgart Martyna Dąbrowska | 3:32,83    | 15.     | —            | —        | NQ       | NQ      |
| Chód na 20 km              | Agnieszka Dygacz                                                                                        | —          | —       | —            | —        | 1:39,06  | 38.     |

#### Konkurencje techniczne
| Konkurencja    | Zawodniczka      | Eliminacje | Eliminacje | Finał        | Finał   |
| Konkurencja    | Zawodniczka      | Rezultat   | Pozycja    | Rezultat     | Pozycja |
| -------------- | ---------------- | ---------- | ---------- | ------------ | ------- |
| Skok wzwyż     | Kamila Lićwinko  | 1,92 m     | 9. q       | 1,99 m       | 4.      |
| Pchnięcie kulą | Paulina Guba     | 17,73 m    | 12. q      | 17,52 m      | 11.     |
| Rzut młotem    | Joanna Fiodorow  | 68,72 m    | 17.        | NQ           | NQ      |
| Rzut młotem    | Malwina Kopron   | 69,53 m    | 14.        | NQ           | NQ      |
| Rzut młotem    | Anita Włodarczyk | 75,01 m    | 1. Q       | 80,85 m (CR) | złoto   |
| Rzut oszczepem | Maria Andrejczyk | 56,75 m    | 28.        | NQ           | NQ      |

| Siedmiobój        | Siedmiobój         | Siedmiobój | Siedmiobój | Siedmiobój |
| Zawodnik          | Konkurencja        | Wynik      | Punkty     | Pozycja    |
| ----------------- | ------------------ | ---------- | ---------- | ---------- |
| Karolina Tymińska | Bieg na 100 m p.pł | 13,52 (SB) | 1047       | 13.        |
| Karolina Tymińska | Skok wzwyż         | 1,65       | 795        | 31.        |
| Karolina Tymińska | Pchnięcie kulą     | 13,79      | 780        | 13.        |
| Karolina Tymińska | Bieg na 200 m      | 24,15      | 966        | 7.         |
| Karolina Tymińska | Skok w dal         | 6,08       | 874        | 18.        |
| Karolina Tymińska | Rzut oszczepem     | 34,66      | 565        | 32.        |
| Karolina Tymińska | Bieg na 800 m      | 2:13,04    | 921        | 7.         |
| Razem             | Razem              | Razem      | 5948       | 20.        |